# Grand Prix Danii na żużlu
Grand Prix Danii w sporcie żużlowym – zawody z cyklu żużlowego Grand Prix.
O Wielką Nagrodę Danii żużlowcy walczą co roku od początku istnienia Grand Prix (od 1995) z wyłączeniem Grand Prix 2020, kiedy to runda GP Danii została odwołana z powodu pandemii COVID-19. Do GP 2002 zawody rozgrywały się na stadionie Vojens Speedway Center w Vojens. W 2003 turniej przeniesiono do stolicy na piłkarski stadion - Parken. Tor na Parken jest torem czasowym. W 2015 lokalizację zawodów zmieniono na CASA Arena w Horsens. Od sezonu 2019, grand Prix Danii ponownie rozgrywane jest w Vojens.
Grand Prix Danii najczęściej, bo siedmiokrotnie (stan na kwiecień 2023), padało łupem Polaków (w tym po dwa zwycięstwa Tomasza Golloba, Macieja Janowskiego i Bartosza Zmarzlika oraz jedno Jarosława Hampela). Indywidualnie najwięcej zwycięstw na koncie mają Tony Rickardsson i Jason Crump (po cztery).

## Podium
| Sezon | Nr tur.         | Miejsce   | Stadion                |                        |                  |                       |
| 1995  | 1 (5) wyniki    | Vojens    | Vojens Speedway Center | Hans Nielsen           | Sam Ermolenko    | Tony Rickardsson      |
| 1996  | 2 (12) wyniki   | Vojens    | Vojens Speedway Center | Billy Hamill           | Mark Loram       | Greg Hancock          |
| 1997  | 3 (18) wyniki   | Vojens    | Vojens Speedway Center | Mark Loram             | Tony Rickardsson | Greg Hancock          |
| 1998  | 4 (21) wyniki   | Vojens    | Vojens Speedway Center | Hans Nielsen           | Chris Louis      | Tony Rickardsson      |
| 1999  | 5 (30) wyniki   | Vojens    | Vojens Speedway Center | Tony Rickardsson       | Mark Loram       | Hans Nielsen          |
| 2000  | 6 (35) wyniki   | Vojens    | Vojens Speedway Center | Greg Hancock           | Jason Crump      | Stefan Dannö          |
| 2001  | 7 (39) wyniki   | Vojens    | Vojens Speedway Center | Tony Rickardsson       | Jason Crump      | Leigh Adams           |
| 2002  | 8 (51) wyniki   | Vojens    | Vojens Speedway Center | Tony Rickardsson       | Tomasz Gollob    | Billy Hamill          |
| 2003  | 9 (56) wyniki   | Kopenhaga | Parken                 | Jason Crump            | Tony Rickardsson | Greg Hancock          |
| 2004  | 10 (66) wyniki  | Kopenhaga | Parken                 | Jason Crump            | Andreas Jonsson  | Greg Hancock          |
| 2005  | 11 (75) wyniki  | Kopenhaga | Parken                 | Tony Rickardsson       | Greg Hancock     | Antonio Lindbäck      |
| 2006  | 12 (84) wyniki  | Kopenhaga | Parken                 | Hans N. Andersen       | Jason Crump      | Bjarne Pedersen       |
| 2007  | 13 (93) wyniki  | Kopenhaga | Parken                 | Andreas Jonsson        | Nicki Pedersen   | Leigh Adams           |
| 2008  | 14 (104) wyniki | Kopenhaga | Parken                 | Tomasz Gollob          | Nicki Pedersen   | Jason Crump           |
| 2009  | 15 (115) wyniki | Kopenhaga | Parken                 | Jason Crump            | Greg Hancock     | Tomasz Gollob         |
| 2010  | 16 (126) wyniki | Kopenhaga | Parken                 | Jarosław Hampel        | Tomasz Gollob    | Chris Harris          |
| 2011  | 17 (137) wyniki | Kopenhaga | Parken                 | Tomasz Gollob          | Jason Crump      | Chris Holder          |
| 2012  | 18 (149) wyniki | Kopenhaga | Parken                 | Jason Crump            | Fredrik Lindgren | Greg Hancock          |
| 2013  | 19 (163) wyniki | Kopenhaga | Parken                 | Darcy Ward             | Matej Žagar      | Chris Holder          |
| 2014  | 20 (174) wyniki | Kopenhaga | Parken                 | Niels Kristian Iversen | Troy Batchelor   | Greg Hancock          |
| 2015  | 21 (187) wyniki | Horsens   | CASA Arena             | Peter Kildemand        | Matej Žagar      | Michael Jepsen Jensen |
| 2016  | 22 (195) wyniki | Horsens   | CASA Arena             | Maciej Janowski        | Chris Holder     | Tai Woffinden         |
| 2017  | 23 (208) wyniki | Horsens   | CASA Arena             | Maciej Janowski        | Emil Sajfutdinow | Patryk Dudek          |
| 2018  | 24 (218) wyniki | Horsens   | CASA Arena             | Tai Woffinden          | Artiom Łaguta    | Greg Hancock          |
| 2019  | 25 (233) wyniki | Vojens    | Vojens Speedway Center | Bartosz Zmarzlik       | Matej Žagar      | Fredrik Lindgren      |
| 2021  | 26 (252) wyniki | Vojens    | Vojens Speedway Center | Artiom Łaguta          | Bartosz Zmarzlik | Emil Sajfutdinow      |
| 2022  | 27 (262) wyniki | Vojens    | Vojens Speedway Center | Bartosz Zmarzlik       | Robert Lambert   | Leon Madsen           |

- Zwycięzcy

4x - Jason Crump, Tony Rickardsson
2x - Tomasz Gollob, Maciej Janowski, Hans Nielsen, Bartosz Zmarzlik
1x - Hans N. Andersen, Billy Hamill, Jarosław Hampel, Greg Hancock, Niels Kristian Iversen, Andreas Jonsson, Peter Kildemand, Mark Loram, Artiom Łaguta, Darcy Ward, Tai Woffinden
- Finaliści

11x - Jason Crump
10x - Tomasz Gollob, Greg Hancock
8x - Tony Rickardsson
7x - Nicki Pedersen
4x - Tai Woffinden
3x - Hans N. Andersen, Chris Holder, Mark Loram, Hans Nielsen, Emil Sajfutdinow, Matej Žagar, Bartosz Zmarzlik
2x - Leigh Adams, Sam Ermolenko, Billy Hamill, Jason Doyle, Chris Harris, Niels Kristian Iversen, Maciej Janowski, Andreas Jonnson, Antonio Lindbäck, Fredrik Lindgren, Artiom Łaguta, Patryk Dudek
1x - Troy Batchelor, Stefan Dannö, Jarosław Hampel, Peter Kildemand, Chris Louis, Bjarne Pedersen, Joe Screen, Michael Jepsen Jensen, Darcy Ward, Robert Lambert, Leon Madsen